# Геза Чат
Ге́за Ча́т (венг. Csáth Géza, собственно Йожеф Бреннер, Brenner József, 13 февраля 1887 (по другим сведениям — 1888), Суботица, Австро-Венгрия — 11 сентября 1919, Суботица, Королевство сербов, хорватов и словенцев, ныне Сербия) — венгерский прозаик, драматург, художник, музыкант и музыкальный критик, двоюродный брат писателя Дёжё Костолани.

## Биография
Родился в семье провинциального адвоката, с детства занимался музыкой. В восьмилетнем возрасте потерял мать. С 14 лет публиковал статьи о музыке. Как музыкальный критик был в числе первых, кто поддержал искания Б. Бартока и З. Кодаи, что вызвало неприятие со стороны официального музыкального сообщества. Закончил Будапештскую медицинскую школу (1904), а затем медицинский университет (1909), стал врачом-невропатологом, публиковал медицинские труды.
Как писатель, быстро получивший известность, был близок к влиятельному журналу «Нюгат» и его модернистской эстетике. С 1909 или 1910, когда ему был поставлен диагноз «туберкулёз легких», начал употреблять наркотики (опиум, морфин), в 1911 году пытался лечиться от наркозависимости. В 1912 покинул престижную столичную клинику и практиковал в сельской больнице. В 1914 году был призван в армию. В 1919 году снова пробовал лечиться от наркомании, сбежал из психбольницы, пытался застрелить жену и покончить с собой (оба остались живы). Был помещён в другую больницу, снова бежал, был задержан пограничниками Югославии, покончил с собой, приняв избыточную дозу пантопона.

## Творчество и признание
Дебютировал в 1903 году. В его произведениях современное научное мировоззрение сочеталось с иррациональными ужасами, отображая и кризис Австро-Венгерской империи, и личный психологический кризис автора. Его героями являются преимущественно странные, душевнобольные, несчастные и неудачливые люди.
Визионерские новеллы и откровенные дневники Гезы Чата переведены на английский, французский, немецкий, итальянский, португальский, польский, эстонский языки. Ряд его произведений экранизирован венгерским кинорежиссёром Яношем Сасом, фильм «Мальчики Витман» (1997) получил Серебряный приз ХХ ММКФ-97 в Москве и премию ФИПРЕССИ. В Суботице Гезе Чату поставлен памятник.

## Произведения
- A varázsló kertje / Сад чародея (1908, книга новелл)
- Az albíróék és egyéb elbeszélések / Судья и другие рассказы (1909)
- Délutáni álom / Послеполуденный сон (1911, новеллы)
- Hamvazószerda / Пепельная среда (1911, пьеса для театра кукол)
- A Janika/ Яника (1911, драма, тогда же поставлена в Будапеште)
- Schmith mézeskalácsos / Кондитер Шмидт (1912, новеллы)
- Muzsikusok / Музыканты (1913, эссе)

## Новейшие издания
- Napló 1912—1913. Budapest: Windsor Kiadó, 1995
- Ópium. Válogatott novellák. Budapest: Interpopulart, 1996
- Válogatott novellá/ Tidrenczel Mária, ed. Budapest: Palatinus, 2006.

## Издания на русском языке
- Сад чародея. - М.: Центр книги Рудомино, 2013 ISBN 978-5-905626-96-8